# Keita Inamura
Keita Inamura (japanisch 稲村 奎汰, Inamura Keita; * 9. März 1997) ist ein japanischer Snowboarder. Er startet in den Freestyledisziplinen.

## Werdegang
Inamura nimmt seit 2011 an Wettbewerben der Ticket to Ride World Snowboard Tour und der FIS teil. Dabei siegte er im Slopestyle im April 2014 bei den Völkl World Rookie Finals in Ischgl. Nach Platz eins im Slopestyle beim South America Rookie Fest 2014 in Valle Nevado zu Beginn der Saison 2014/15, errang er den sechsten Platz beim Air & Style in Peking und den 16. Platz in Innsbruck. Sein Debüt im Snowboard-Weltcup hatte er im Februar 2015 in Stoneham, welches er auf dem sechsten Platz im Big Air beendete. Tags darauf belegte er dort im Slopestyle den dritten Platz. In der Saison 2015/16 siegte er bei den Winter Games New Zealand in Cardrona im Big Air und beim Pleasure Jam in Schladming im Slopestyle. Bei den X-Games Oslo 2016 kam er auf den 20. Platz im Big Air und beim Air & Style in Peking auf den 15. Platz. Im März 2016 gelang ihn bei den Snowboard-Weltmeisterschaften 2016 in Yabuli der 23. Platz im Big Air. Im folgenden Jahr wurde er Dritter im Slopestyle beim Total Fight in Grandvalira und Neunter beim Air & Style in Los Angeles.